# Radha Mitchell
Radha Rani Amber Indigo Ananda Mitchell (Melbourne, Victoria; 12 de noviembre de 1973) es una actriz de cine australiana.

## Biografía
Debuta como intérprete en producciones teatrales de instituto antes de representar obras de teatro profesionales y actuar en la pequeña pantalla a finales de los años 80, época en la que participó en la serie Sugar and Spice (1988). 
En televisión Mitchell alcanzó la popularidad cuando formó parte en el año 1996 del reparto de la famosa teleserie Neighbours (Vecinos). Ese mismo año comenzó su carrera cinematográfica al intervenir en la comedia romántica australiana Love and Other Catastrophes (1996). 
En 1997 se traslada a vivir a Los Ángeles con la intención de hacerse un lugar en el cine de Hollywood.
Su rostro alcanzó mayor popularidad cuando protagoniza High Art (1998), película que supuso su debut en el cine estadounidense.
A esta película siguieron otras, como Pitch Black (2000), filme que relata los hechos anteriores a Las crónicas de Riddick; Phone Booth (2002); Man on Fire (2004); Melinda & Melinda (2005), comedia de Woody Allen; Silent Hill (2006), basada en la saga de videojuegos homónima; Feast of Love (2007); The Waiting City (2009); y la secuela de Silent Hill: Silent Hill: Revelation 3D (2012). En 2002 debuta como directora cinematográfica, con la película Four Reasons, en la cual también ejerce de guionista y actriz.

## Filmografía
| Cine       | Cine                               | Cine                                 | Cine                                                                           |
| Año        | Título                             | Rol                                  | Notas                                                                          |
| ---------- | ---------------------------------- | ------------------------------------ | ------------------------------------------------------------------------------ |
| 1996       | Love and Other Catastrophes        | Danni                                |                                                                                |
| 1998       | High Art                           | Syd                                  |                                                                                |
| 1998       | Cleopatra's Second Husband         | Sophie                               |                                                                                |
| 1999       | Sleeping Beauties                  | Cindy                                | cortometraje                                                                   |
| 1999       | Kick                               | Tamara Spencer                       |                                                                                |
| 2000       | Everything Put Together            | Angie                                | también como productora adjunta                                                |
| 2000       | Pitch Black                        | Carolyn Fry                          |                                                                                |
| 2000       | Cowboys and Angels                 | Jo Jo                                |                                                                                |
| 2001       | Ten Tiny Love Stories              | One                                  |                                                                                |
| 2001       | Nobody's Baby                      | Shauna Louise                        |                                                                                |
| 2001       | When Strangers Appear              | Beth                                 |                                                                                |
| 2002       | Dead Heat                          | Charlotte LaMarr                     |                                                                                |
| 2002       | Phone Booth                        | Kelly Shepard                        |                                                                                |
| 2002       | Four Reasons                       | Chica                                | debut como directora y guionista                                               |
| 2003       | Visitors                           | Georgia Perry                        |                                                                                |
| 2004       | Man on Fire                        | Lisa Martin Ramos                    |                                                                                |
| 2004       | Finding Neverland                  | Mary Ansell Barrie                   |                                                                                |
| 2005       | Melinda & Melinda                  | Melinda                              |                                                                                |
| 2005       | Mozart and the Whale               | Isabelle Sorenson                    |                                                                                |
| 2006       | Silent Hill                        | Rose Da Silva                        |                                                                                |
| 2006       | The Half Life of Timofey Berezin   | Marina                               |                                                                                |
| 2007       | Feast of Love                      | Diana Croce                          |                                                                                |
| 2007       | Rogue (El territorio de la bestia) | Kate Ryan                            |                                                                                |
| 2008       | Henry Poole Is Here                | Dawn Stupek                          |                                                                                |
| 2008       | The Children of Huang Shi          | Lee Pearson                          |                                                                                |
| 2008       | What We Take from Each Other       | Ladrona de Corazones                 | cortometraje                                                                   |
| 2009       | The Code                           | Alexandra Korolenko                  |                                                                                |
| 2009       | Surrogates                         | Agente Jennifer Peters               |                                                                                |
| 2009       | The Waiting City                   | Fiona Simmons                        | también como productora ejecutiva                                              |
| 2010       | The Crazies                        | Dra. Judy Dutton                     |                                                                                |
| 2011       | Fugly!                             | Lara                                 |                                                                                |
| 2012       | Silent Hill: Revelation 3D         | Rose Da Silva                        |                                                                                |
| 2012       | Big Sur                            | Carolyn Cassady                      |                                                                                |
| 2013       | The Frozen Ground                  | Allie Halcombe                       |                                                                                |
| 2013       | Olympus Has Fallen                 | Dra. Leah Banning                    |                                                                                |
| 2014       | Bird People                        | Elizabeth Newman                     |                                                                                |
| 2015       | London Has Fallen                  | Dra. Leah Banning                    |                                                                                |
| 2016       | The Darkness                       | BronnyTaylor                         |                                                                                |
| 2016       | Sacrifice                          | Dra. Tora Hamilton                   |                                                                                |
| 2017       | The Shack (La Cabaña)              | Nan Phillips                         |                                                                                |
| 2020       | Run Hide Fight                     | Jennifer Hull                        |                                                                                |
| Televisión |                                    |                                      |                                                                                |
| Año        | Título                             | Rol                                  | Notas                                                                          |
| 1988–1989  | Sugar and Spice                    | Pixie Robinson                       |                                                                                |
| 1992–1993  | All Together Now                   | Jodie                                | 6 episodios                                                                    |
| 1993       | Phoenix                            | Joanna                               | 1 episodio: "Deal or Pay"                                                      |
| 1993       | Law of the Land                    | Alicia Miles                         |                                                                                |
| 1994, 1996 | Blue Heelers                       | Sally-Anne Nerida Davidson           | 3 episodios: "A Woman's Place", "Once Only Withdrawal", "Once Only Withdrawal" |
| 1994–1997  | Neighbours                         | Cassandra Rushmore Catherine O'Brien | 6 episodios 51 episodios                                                       |
| 1995       | Halifax f.p                        | Sarah                                | 1 episodio: "My Lovely Girl"                                                   |
| 1998       | The Chosen                         | Sarah Gordon                         | TV movie                                                                       |
| 2001       | Uprising                           | Mira Fuchrer                         | TV movie de la NBC                                                             |
| 2012       | Red Widow                          | Marta Walraven                       |                                                                                |